# Gerald Nagler
Hans Gerald Nagler, född 10 december 1929 i Wien i Österrike, död 23 juli 2022 i Oscars distrikt i Stockholm, var en svensk affärsman och människorättsaktivist.
Gerald Nagler var son till den österrikiske, judiske affärsmannen Siegmund Nagler. Familjen flyttade 1931 från Wien till Stockholm, där han växte upp och tog studentexamen 1948. Han arbetade i, och övertog, en av fadern grundad grossist- och importfirma för instrument och optisk utrustning. År 1957 blev han verkställande direktör i Handels AB Urania Stockholm. Därutöver var han reservofficer.
År 1977 begav han sig på uppmaning av Morton Narrowe till Sovjetunionen för att ta kontakt med Andrej Sacharov, Jelena Bonner,  Naum Meiman (1912–2001), Alexander Lerner (1913–2014) och andra ryska dissidenter (refusniks). Han grundade därefter 1982  Svenska Helsingforskommittén för mänskliga rättigheter och var dess styrelseordförande 1992–2004. Nagler var också 1984 medgrundare till Internationella Helsingforsfederationen för mänskliga rättigheter och var dess förste generalsekreterare i Wien 1984–1992. 
Han var hedersordförande i Civil Rights Defenders.
Nagler var från 1957 och till sin död gift med journalisten Monica Nagler Wittgenstein, med vilken han fick tre barn. 

## Utmärkelser
- H.M. Konungens medalj i guld av 12:e storleken med Serafimerordens band (Kong:sGM12mserafb 2021) för betydande och mångåriga insatser för att främja mänskliga rättigheter[5]
- Medaljen Illis Quorum i guld av 8.e storleken (G 1994)
- Medaljen "Ehrenkreuz für Wissenschaft und Kunst" av den österrikiska regeringen.